# Thomas Baines
John Thomas Baines (King´s Lynn, 27 de noviembre de 1820 - Durban, 8 de mayo de 1875) fue un pintor y explorador británico. 

## Biografía

### Primeros años
Baines fue aprendiz de un constructor de carruajes ornamentales, pero pronto se dedicó a la pintura y estudió con el pintor heráldico William Carr. En 1842, dejó Inglaterra para ir a Sudáfrica a bordo del Olivia, capitaneado por un amigo de la familia, William Roome. Trabajó por un tiempo en Ciudad del Cabo como aprendiz de un ebanista y como pintor de marinas y retratista. Realizó varias expediciones; en 1848, viajó más allá del río Orange,  en 1849, viajó al río Kei y en 1850 intentó llegar a los pantanos del Okavango. También fue artista oficial de guerra durante la octava de las Guerras Xhosa, en 1850 y 1851. Regresó a Inglaterra para organizar la sección africana de una exposición. Trabajó en la Royal Geographical Society elaborando un mapa de África en colaboración con el cartógrafo John Arrowsmith.

### Expedición por  Australia
En 1855, participó como artista y dibujante oficial en la Expedición al Norte de Australia, dirigida por Augustus Charles Gregory y que estuvo patrocinada por la Royal Geographical Society. La misión tenía el propósito de explorar el río Victoria en el distrito noroeste y la evaluación de la zona norte de Australia en cuanto a su idoneidad para el asentamiento de colonos. Finalmente, la expedición cruzó el norte de Australia desde el río Victoria hasta Brisbane. Baines participó en varias excursiones al interior del territorio australiano, elaborando mapas y dibujando los paisajes y las personas; reprodujo varias pinturas aborígenes halladas en las rocas de arenisca al sureste de Roe Downs. Fue calurosamente elogiado por su contribución a la expedición, siendo el monte Baines y el río Baines nombrados en su honor. 

### Expediciones por África

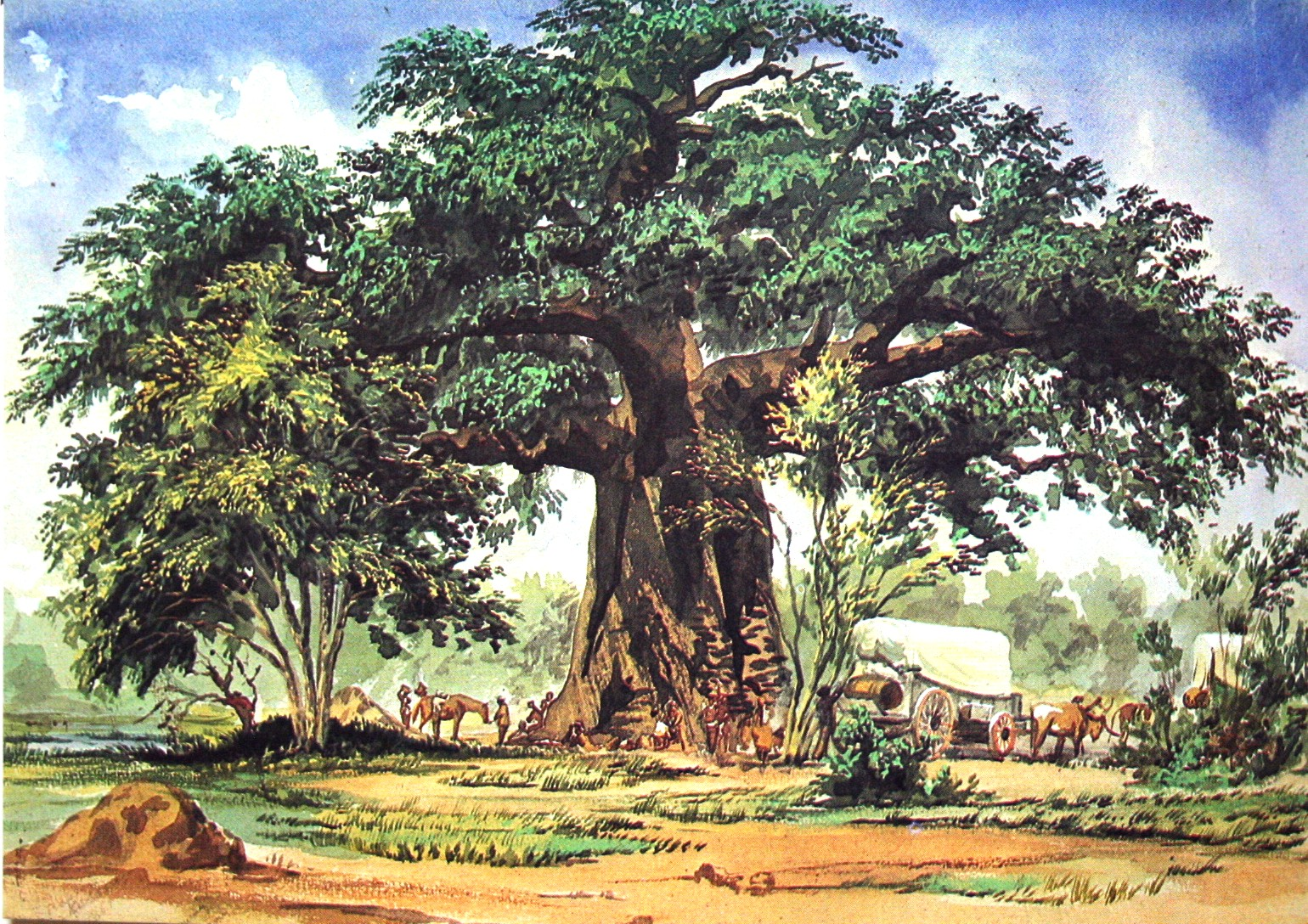
Baobab, 1961, obra de Thomas Baines

En 1858 Baines acompañó a David Livingstone y a otros cinco británicos en una expedición a lo largo del río Zambeze. Fue uno de los primeros europeos en ver las Cataratas Victoria. Las acuarelas que realizó Baines durante estos estos viajes han sido calificadas de «excelentes testimonios de los paisajes del África austral». 
En 1859, condujo una de las primeras expediciones encargadas de las prospecciones de oro hasta Mashonaland, en lo que más tarde se convirtió en Rodesia. De 1861 a 1862, Baines y James Chapman realizaron una expedición al sudoeste de África. Chapman’s Travels in the Interior of South Africa (1868) y Baines' Explorations in South-West Africa (1864), ofrecen diferentes perspectivas sobre este viaje. Durante la expedición, Chapman tomaba fotografías y Baines pintaba y dibujaba, siendo estala primera expedición en la que se hizo amplio uso de la fotografía y la pintura. 
Baines realizó dibujos para algunos de los grabados que ilustran el libro El archipiélago malayo, de Alfred Russel Wallace, publicado en 1869. Regresó a Sudáfrica en diciembre de 1867. En 1869, fue seleccionado por la Compañía Sudafricana de Exploración de Yacimientos Auríferos para negociar con los matabele concesiones para explorar en busca de oro. En 1870, Baines recibió de Lobengula, líder de la nación matabele, una concesión para la prospección de oro entre los ríos Gweru y Hunyani. En 1873, visitó el distrito de Injembe, en la colonia de Natal, para investigar yacimientos de oro y asistió a la coronación del rey zulú Cetshwayo. Mientras escribía un relato de sus expediciones a Sudáfrica, Baines enfermó y murió en Durban en mayo de 1875. 
La Reserva Natural Thomas Baines, en el Cabo Oriental de Sudáfrica, lleva su nombre. 

## Obras
Baines es conocido por sus detalladas pinturas y dibujos que ofrecen una visión única de la vida colonial en el sur de África y Australia. Es reconocido como el iniciador de la pintura sudafricana al estilo europeo. Muchas de sus imágenes están en la Biblioteca Nacional de Australia, los Archivos Nacionales de Zimbabwe, el Museo Marítimo Nacional (Reino Unido), la Brenthurst Library y la Royal Geographical Society. Entre sus libros publicados pueden destacarse los siguientes:
- Scenery and events in South Africa [Paisajes y eventos en Sudáfrica] (1852).
- Explorations in South-West Africa: being an account of a journey in the years 1861 and 1862 from Walvisch Bay, on the Western Coast to Lake Ngami and the Victoria Falls [Exploraciones en el Sudoeste de África: relato de un viaje en los años 1861 y 1862 desde la bahía de Walvisch, en la costa occidental, hasta el lago Ngami y las cataratas Victoria] (1864).
- The Victoria Falls, Zambesi River sketched on the spot during the journey of J. Chapman and T.Baines [Las cataratas Victoria, río Zambeze, dibujadas en el lugar durante el viaje de J. Chapman y T. Baines] (1865).
- The gold regions of south eastern Africa [Las regiones auríferas del sudeste de África] (1877).